# エドモンド・ペリー (初代リムリック伯爵)

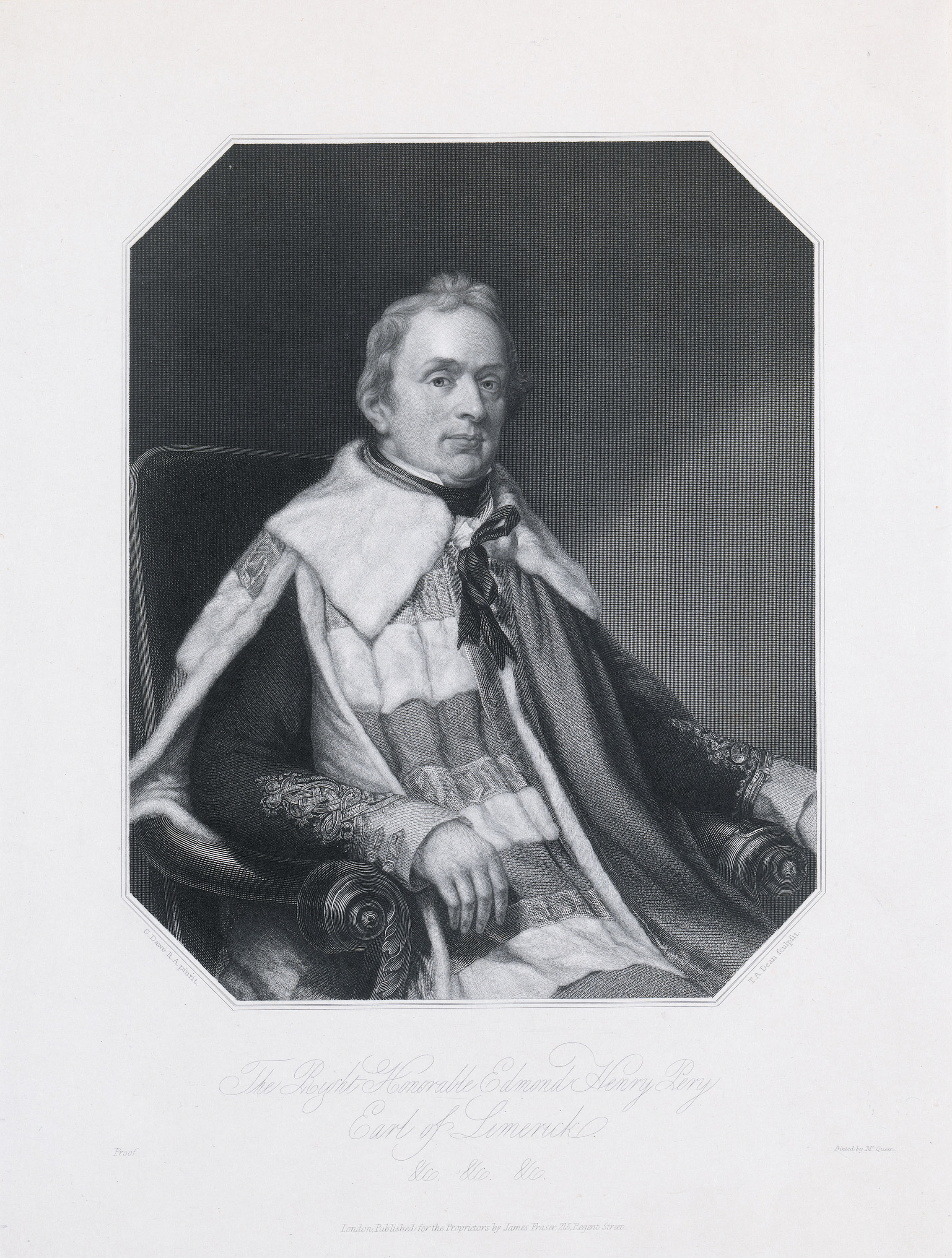
初代リムリック伯爵の肖像画（ジョージ・ドー作）に基づく点刻。

初代リムリック伯爵エドモンド・ヘンリー・ペリー（英語: Edmond Henry Pery, 1st Earl of Limerick PC (Ire) FSA、1758年1月8日 – 1844年12月7日）は、アイルランド王国出身の貴族、政治家。トーリー党に属し、アイルランド庶民院議員（在任：1786年 – 1794年）、アイルランド貴族代表議員（在任：1801年 – 1844年）を務めた。

## 生涯
初代グレントワース男爵ウィリアム・セシル・ペリーと1人目の妻ジェーン（Jane、1792年6月20日没、ジョン・ミンチン・ウォルコットの娘）の息子として、1758年1月8日に生まれた。初代ペリー子爵エドマンド・ペリーの甥にあたる。
1773年4月16日にダブリン大学トリニティ・カレッジに入学したが、学位は修得しなかった。1775年12月よりリンカーン法曹院に進学、1777年から1779年まで大陸ヨーロッパ（フランス、イタリア、ドイツ）を旅した。
1786年から1794年までリムリック・シティ選挙区の代表としてアイルランド庶民院議員を務めた。1794年7月4日に父が死去すると、グレントワース男爵位を継承、1795年1月22日にアイルランド貴族院議員に就任した。アイルランドのプロテスタント支配を支持し、1795年にKeeper of the signet and privy sealに任命され、1797年にclerk of the crown and hanaperに転じた（1806年まで在任）。1797年6月29日、アイルランド枢密院の枢密顧問官に任命された。しかし横柄、高慢な態度で才能もあまりなかったため、広く尊敬されるような人物ではなかった。影響力があったのはペリー家がリムリック県に影響力を有し、自身が影響力のある政治家初代ペリー子爵エドマンド・ペリーの相続人によるところが大きい。
1798年アイルランド反乱では自腹で竜騎兵1個連隊を招集した。反乱の余波で1799年に合同法が議論されると、伯父にあたる初代ペリー子爵エドマンド・ペリーが反対したにもかかわらず、エドモンド・ペリーは初代クレア伯爵ジョン・フィッツギボンとともにアイルランド貴族院で合同支持の論陣を張った。合同を支持した功績で1800年12月29日にアイルランド貴族であるリムリック市におけるリムリック子爵に叙され、さらに1800年合同法により成立した連合王国議会で最初のアイルランド貴族代表議員28名のうちの1名に選ばれた。このとき、伯爵への昇叙の確約も確保している。
合同以降は政界で大きな役割を果たすことがなかったが、カトリック解放をめぐる譲歩には常に反対した。1803年1月1日、アイルランド貴族であるリムリック伯爵に叙された。リムリック県選挙区（2人区）への影響力は維持し、選挙で度々クレア伯爵と対立した。リムリック・シティ選挙区（合同以降は1人区）にも影響力を有したものの、合同反対で勢力が後退したジョン・プレンダーガスト＝スミス（のち初代ゴート子爵）と1802年より議員を務めていた甥チャールズ・ヴェレカー（のち第2代ゴート子爵）が勢力を盛り返し、1808年にはリムリック伯爵の勢力を超えた。リムリック伯爵は1812年と1818年の総選挙で議席の奪回に失敗したものの、1820年の総選挙では選挙申立を経て娘婿トマス・スプリング・ライスが当選している。
1804年4月12日にロンドン考古協会フェローに選出されたが、会費を支払ったことはなかった。
1815年8月11日、連合王国貴族であるクレア県におけるスタックポール・コートのフォックスフォード男爵に叙された。
晩年はバークシャーのサウス・ヒル・パーク地所で過ごすことが多く、アイルランドで過ごすことは少なかった。1844年12月7日にサウス・ヒル・パークで死去、23日にリムリック大聖堂に埋葬された。地元のリムリック県ではすこぶる不人気により、死去を喜ぶ群衆が葬儀に集まり、棺桶を川に投げ捨てられそうになった。息子に先立たれたため孫ウィリアム・テニソンが爵位を継承した。

## 家族
1783年1月29日、メアリー・アリス・オームズビー（Mary Alice Ormsby、1763年ごろ – 1850年6月13日、ヘンリー・オームズビーの娘）と結婚、4男8女をもうけた。
- メアリー（1783年10月13日 – 1817年1月26日[13]）
- エドモンド・セシル（Edmond Cecil、1785年11月22日 – 1793年5月10日[13]）
- セオドシア（1787年1月16日 – 1839年12月10日[13]） - 1811年7月11日、初代ブランドンのモントイーグル男爵トマス・スプリング・ライス（英語版）と結婚[14]
- ルーシー（1788年3月13日 – 1845年12月23日） - 1816年3月16日、ローランド・スタンディッシュ（Rowland Standish、1843年4月26日没）と結婚[14]
- ヘンリー・ハートストング（Henry Hartstonge、1789年5月26日 – 1834年8月7日） - 1808年5月11日、アナベラ・テニソン・エドワーズ（Annabella Tenison Edwards、1791年 – 1868年9月17日、テニソン・エドワーズの娘）と結婚、子供あり[1]。第2代リムリック伯爵ウィリアム・ペリーの父[1]
- ウィリアム・セシル（1791年2月16日 – 1813年8月31日） - サン・セバスティアン包囲戦で戦死[13]
- フランシス・セリナ（1795年7月30日 – 1855年6月11日） - 1819年8月3日、第5代準男爵サー・ヘンリー・ロッダー・カルダー（1868年8月13日没）と結婚[13]
- エドモンド・セクステン（Edmond Sexten、1797年2月7日 – 1860年12月31日） - 1825年2月14日、エリザベス・シャーロット・コケイン（Elizabeth Charlotte Cockayne、1799年ごろ – 1883年4月21日、ウィリアム・コケイン閣下の娘）と結婚、子供あり[13][14]
- ルイーザ（1798年4月2日 – 1852年8月6日） - 1825年7月28日、第3代準男爵サー・ピーター・ヴァン・ノッテン＝ポールと結婚[13]、子供あり[14]
- セシル・ジェーン（1801年9月28日 – 1888年4月24日） - 1828年3月18日、ジョン・レオポルド・ファーディナンド・カジミール・デ・ラ・フェルド（John Leopold Ferdinand Casimir de la Feld、1866年9月5日没）と結婚[13][14]
- キャロライン・アリシア・ダイアナ（1803年1月16日 – 1890年12月11日） - 1832年2月16日、ジョージ・レイク・ラッセル（George Lake Russell、1802年6月19日 – 1878年、第2代準男爵サー・ヘンリー・ラッセルの息子）と結婚[13][14]
- アルビニア・シャーロット（1804年10月11日 – 1805年9月24日[13]）